# کوناکالاگالا
کوناکالاگالا (به لاتین: Konakalagala) یک منطقهٔ مسکونی در سری‌لانکا است که در استان مرکزی (سری‌لانکا) واقع شده‌است.